# Astronidium robustum
Astronidium robustum là một loài thực vật thuộc họ Melastomataceae. Đây là loài đặc hữu của Fiji.